# Katarina Ivanovićová
Katarina Ivanovićová, nepřechýleně Katarina Ivanović (15 dubna 1811 Veszprém – 22 září 1882 Székesfehérvár), byla srbská malířka. Je považována za první srbskou malířku v moderních dějinách umění.

## Život
Mládí prožila v Székesfehérváru. Původně studovala malbu v Budapešti, v roce 1835 se zapsala na Akademii výtvarných umění ve Vídni. Mezi její přátele a podporovatele patřil Teodor Pavlović, který o ní psal v novinách Serbski Narodni List, a Sima Milutinović, která jí v roce 1837 věnovala báseň.
Katarina Ivanovićová cestovala do Itálie, Francie a Holandska. V letech 1843-1845 studovala na Akademii výtvarných umění v Mnichově. V Bělehradě pracovala od roku 1846 do roku 1847; malovala portréty významných osobností té doby, včetně princezny Persidy Nenadović a vojvody Stevana Knićanina. V pozdějších letech trávila spoustu času cestováním a žila na různých místech, včetně Paříže a Záhřebu. Zemřela v Székesfehérváru v roce 1882. Její ostatky byly přeneseny na bělehradský Nový hřbitov v roce 1967.

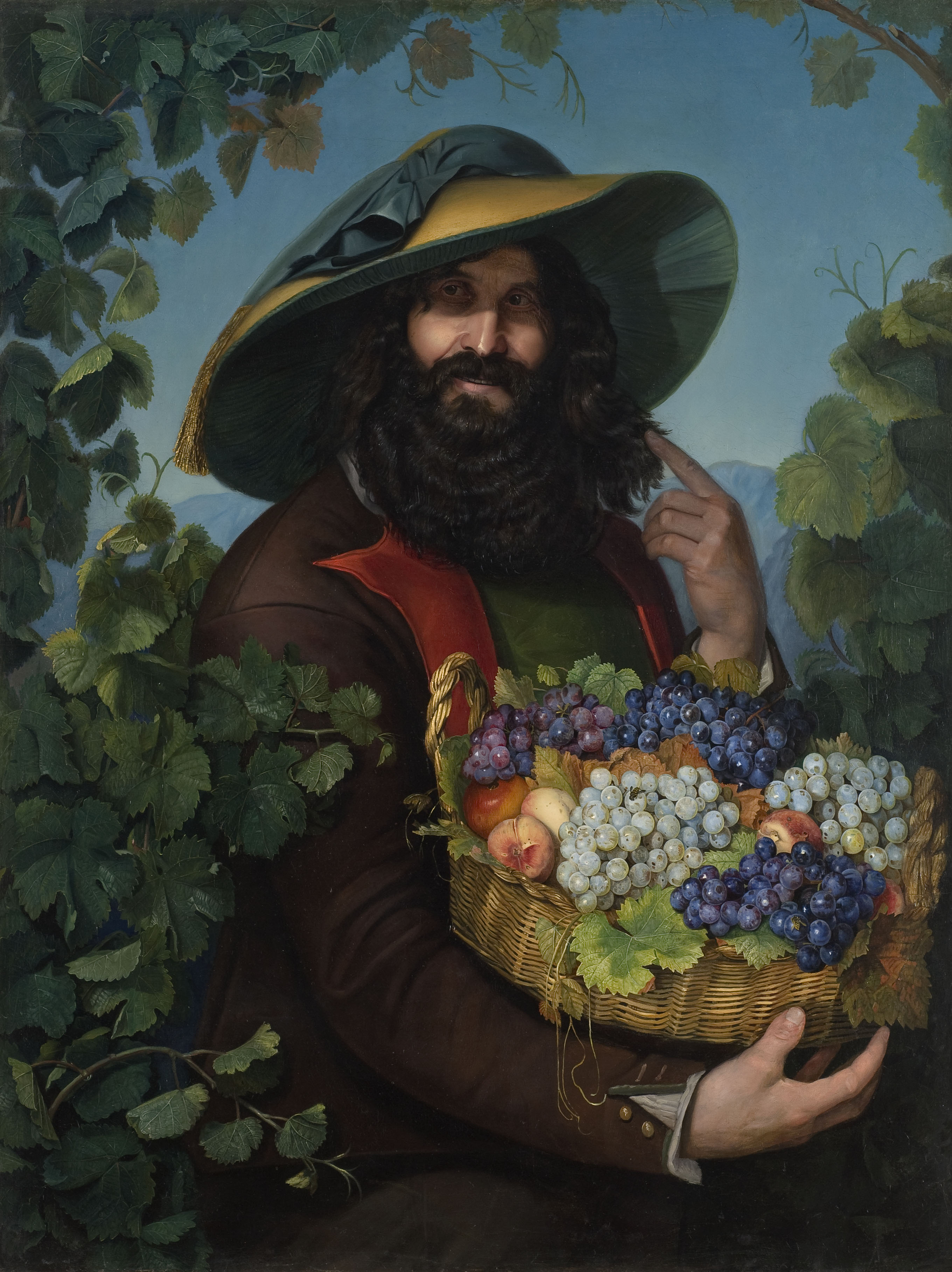
Italský vinař (1842)
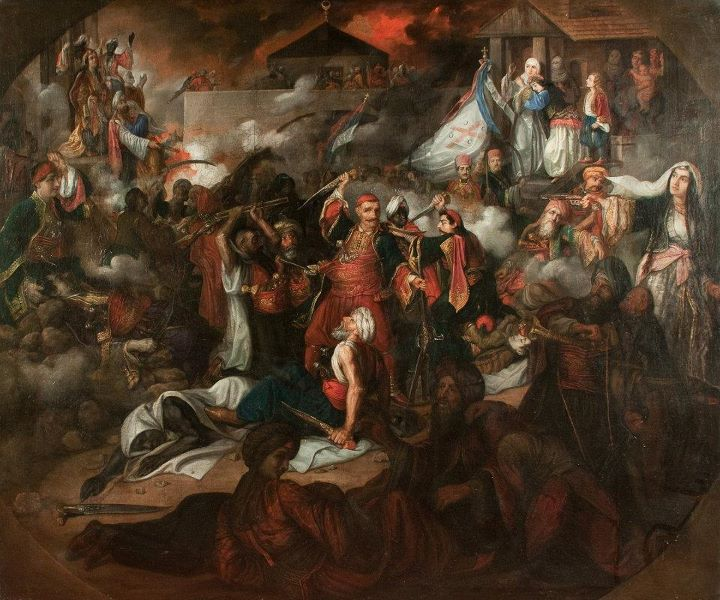
Dobytí Bělehradu (1845)
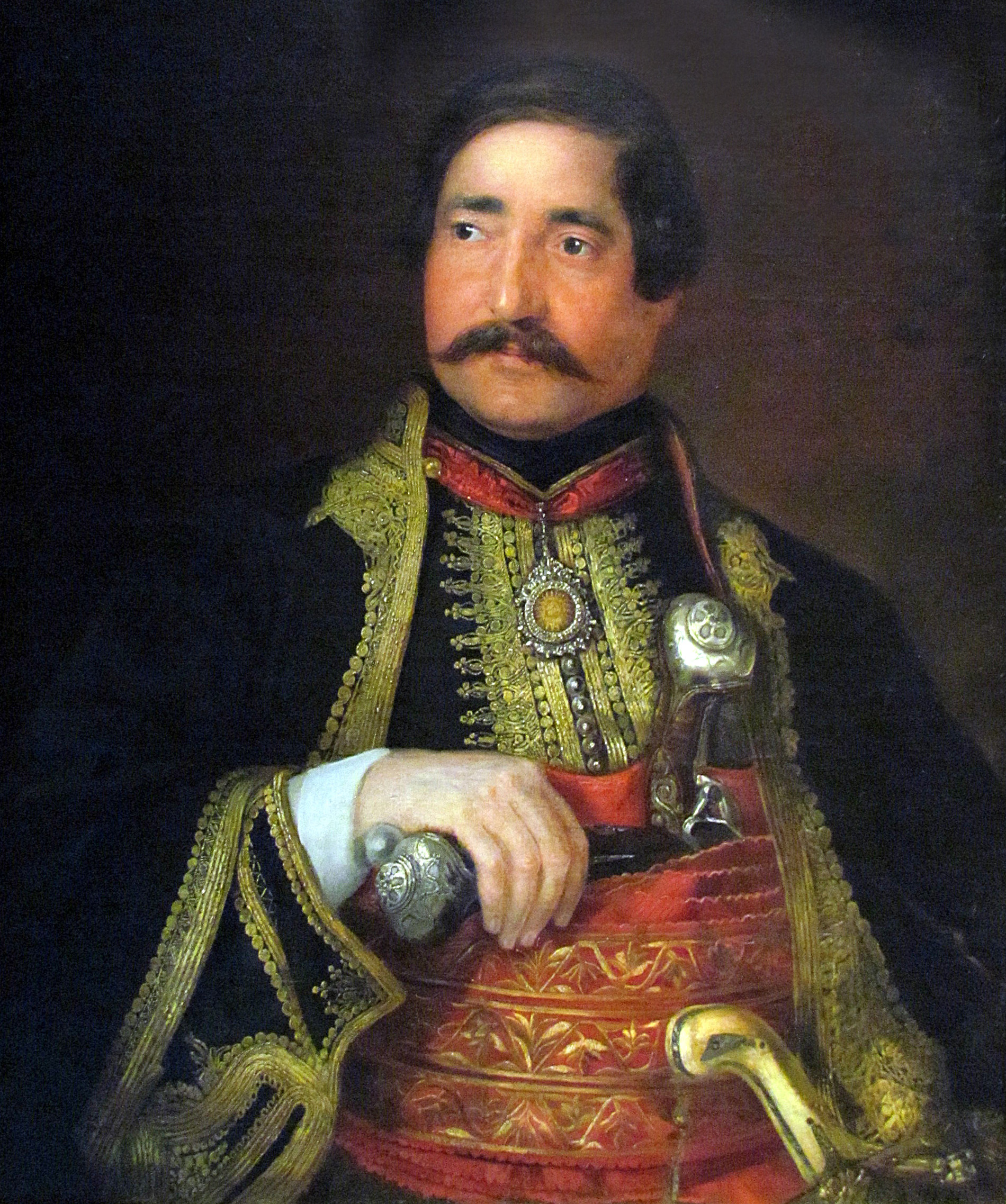
Stevan Knićanin (1847)
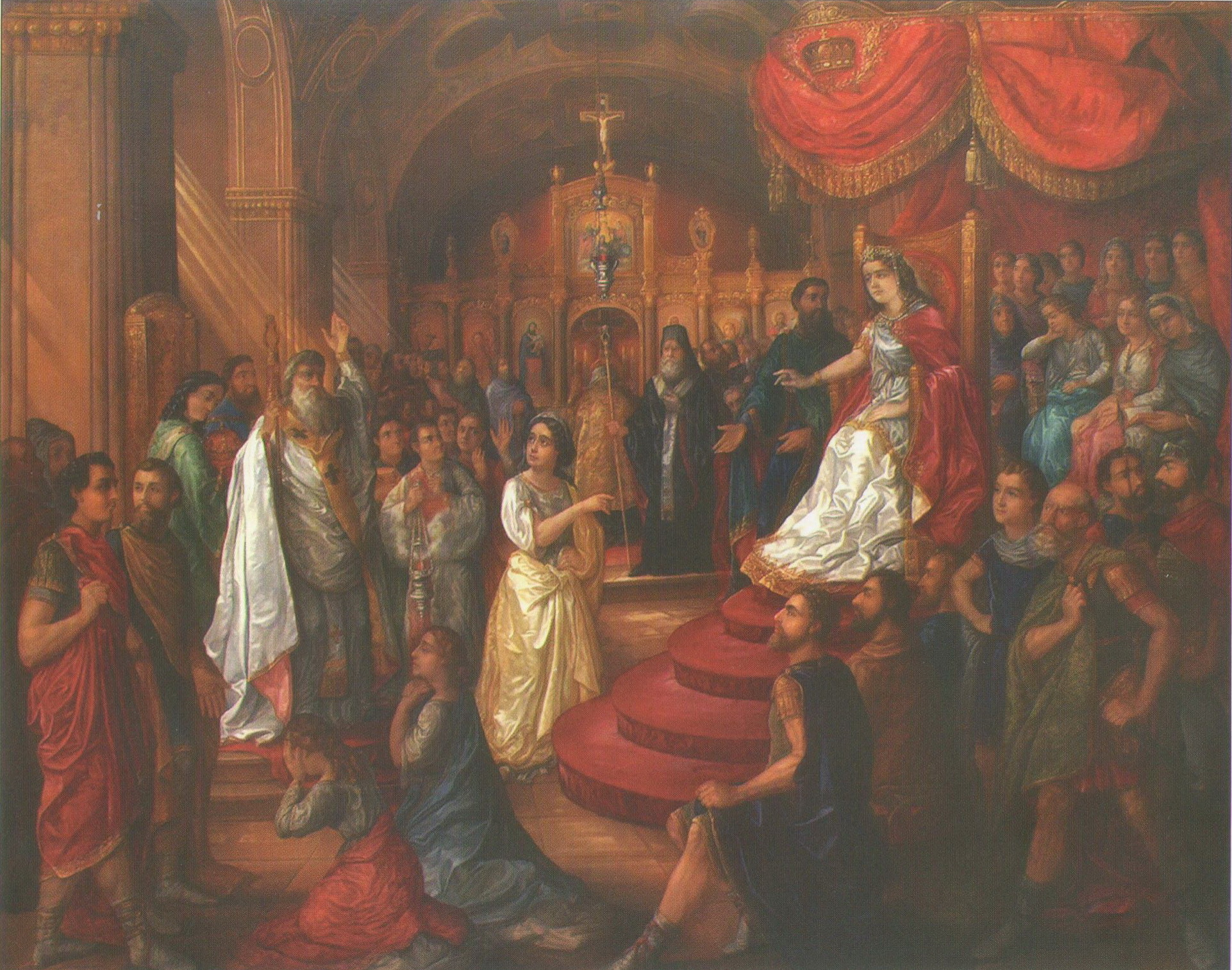
Konstantinopolský patriarcha proklíná luxus (1870)